# Monopolo magnético

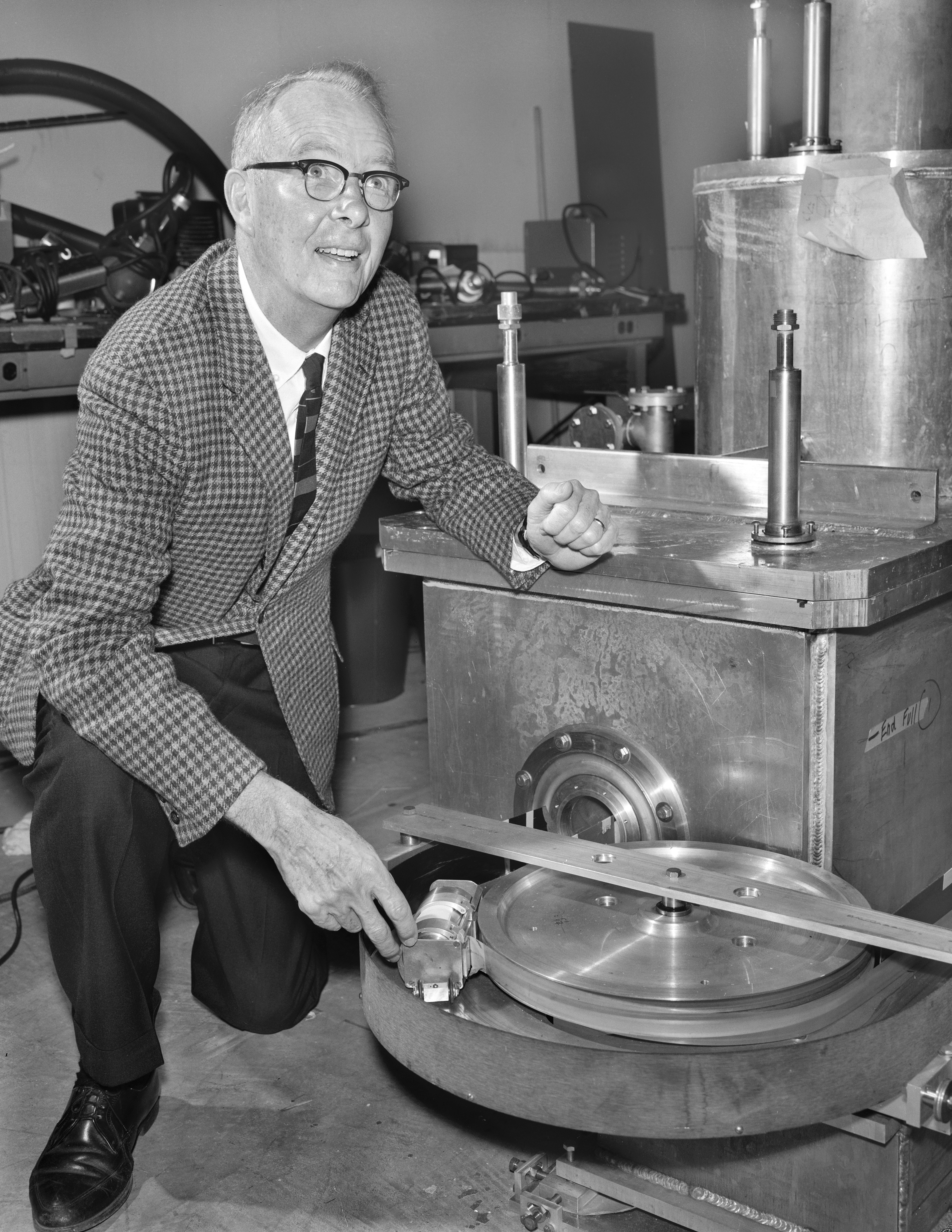
El físico Luis Walter Alvarez con un detector de monopolos magnéticos (abril de 1969)

Un monopolo magnético es una partícula elemental hipotética constituida por un solo polo magnético. De existir en la naturaleza, sería el equivalente a una "carga magnética" en el campo magnético, tal y como ocurre con la carga eléctrica en el caso del campo eléctrico.
La hipótesis clásica es que un campo magnético tiene siempre asociados dos polos magnéticos —llamados norte y sur respectivamente—, al igual que un imán. Así, si se corta un imán en dos partes, cada una tendrá a su vez dos polos magnéticos. Por lo tanto, en la teoría clásica no se acepta la existencia de los monopolos magnéticos. Sin embargo, la idea de su descubrimiento está tomando fuerza e intriga a muchos científicos.
La existencia de monopolos magnéticos fue formulada por Paul Dirac en 1931, quien no aceptaba la aparente asimetría que mostraban las ecuaciones de Maxwell —las ecuaciones que rigen todos los fenómenos electromagnéticos—. Al introducir en estas ecuaciones la existencia de los monopolos magnéticos estas mostrarían una simetría en la interacción entre el campo eléctrico y el campo magnético, que da lugar al campo electromagnético.
Si bien ningún experimento ha conseguido demostrar la existencia de un monopolo magnético, en los últimos años se han publicado experimentos que trabajan en esa línea. Por ejemplo, se sabe que algunos sistemas de materia condensada contienen cuasipartículas que se comportarían como monopolos magnéticos no aislados (2008), o se manifiestan fenómenos con una descripción matemática análoga a la de los monopolos magnéticos (2014).

## Definición
Un monopolo magnético es una partícula que tiene únicamente un polo magnético (norte o sur). Teóricamente, nada impediría la existencia del monopolo magnético; incluso, su existencia se hace necesaria en algunas teorías del origen del Universo. Hasta hace poco todos los intentos de crear un monopolo magnético en aceleradores de partículas habían fracasado. Sin embargo recientes experimentos llevados a cabo por un equipo del Amherst College (EE. UU.) y la Universidad de Aalto (Finlandia) han dado lugar a la creación en laboratorio del primer monopolo magnético sintético del mundo.

## Ecuaciones de Maxwell
Según la teoría electromagnética de Maxwell, los monopolos magnéticos no existen. Aplicando la ley de Gauss a los campos magnéticos se obtiene:

{\displaystyle \oint {\vec {B}}({\vec {r}})\cdot d{\vec {S}}=0}

{\displaystyle \nabla \cdot {\vec {B}}=0}

Esta ecuación indica que las líneas de los campos magnéticos deben ser cerradas. Esto expresa que sobre una superficie cerrada, sea cual sea ésta, no seremos capaces de encerrar una fuente o sumidero de campo. Por lo que una supuesta partícula que emite un campo magnético B dentro de una superficie cerrada, tiene un flujo magnético a través de esa superficie igual a cero ya que entran en esa superficie tantas líneas de campo magnético como salen por la presencia de dipolos magnéticos.
Así pues, esto expresa la no existencia del monopolo magnético. Si en algún momento se demuestra que esta integral tiene un valor distinto de cero, se demostrará la existencia de monopolos magnéticos, y la Ley de Gauss para el campo magnético debería modificarse para adoptar la forma:

{\displaystyle \nabla \cdot {\vec {B}}=\rho _{m}}

donde {\displaystyle \rho _{m}} correspondería a la densidad de monopolos magnéticos. Esta densidad de carga lleva aparejada una densidad de corriente {\displaystyle {\vec {J}}_{m}}, la cual obliga a modificar la ley de Faraday, que pasaría a escribirse como

{\displaystyle \nabla \times {\vec {E}}=-{\frac {\partial {\vec {B}}}{\partial t}}-\mu _{0}{\vec {J}}_{m}}

Asimismo, habría que ampliar la expresión de la Ley de Fuerza de Lorentz, para incluir la fuerza sobre cargas magnéticas

{\displaystyle {\vec {F}}=q({\vec {E}}+{\vec {v}}\times {\vec {B}})+q_{m}({\vec {H}}-{\vec {v}}\times {\vec {D}})}

con {\displaystyle {\vec {H}}={\vec {B}}/\mu _{0}} y {\displaystyle {\vec {D}}=\varepsilon _{0}{\vec {E}}} el campo magnético y el desplazamiento eléctrico en el vacío.

## Hallazgos recientes
En 1974 los físicos Gerard 't Hooft y Aleksandr Poliakov mostraron independientemente que de la teoría del campo unificado podía deducirse que los monopolos magnéticos debían existir, y que tienen una masa muy grande (varios trillones de veces mayor que la masa del electrón) aunque serían más pequeños que un protón.
De las teorías del Big Bang se deduce que en los primeros momentos del Universo (en los primeros 10-34 segundos) debieron formarse monopolos magnéticos en grandes cantidades, los cuales se aniquilaron poco después y solamente sobrevivió un cierto número.
Un experimento realizado en la Universidad de Stanford por Blas Cabrera Navarro, hijo de Nicolás Cabrera y nieto de Blas Cabrera, basado en una bobina superconductora mantenida cerca del cero absoluto aparentemente logró detectar la pasada fortuita de un monopolo magnético el día 14 de febrero de 1982 a la 1:53. Sin embargo, no se ha podido repetir la medición. Esto puede deberse a la bajísima probabilidad de encontrar uno por puro azar.
El 29 de enero de 2014, el profesor David S. Hall del Amherst College Physics y de la Academia Research Fellow Mikko Möttönen de la Universidad Aalto reportan que han logrado crear, identificar y fotografiar monopolos magnéticos sintéticos en el laboratorio.